# Новосокольническая волость (Псковская губерния)
Новосокольническая волость — административно-территориальная единица в составе Великолукского уезда Псковской губернии РСФСР в 1924 — 1927 годах. Центр — город Новосокольники (до 6 июня 1925 года — посёлок).
В рамках укрупнения дореволюционных волостей губернии, новая Новосокольническая волость была образована в соответствии с декретом ВЦИК от 10 апреля 1924 года из упразднённых Бологовской и Загарской волостей Великолукского уезда и части Маёвской (бывшей Сокольницкой) волости Неаельского уезда. Декретом ВЦИК от 6 июня 1925 года к волости присоединены часть селений из Маёвской волости Невельского уезда. Разделена на сельсоветы: Бологовский, Новосокольнический, Раковский, Раменский, Тройневский. Декретом ВЦИК от 6 июня 1925 года населённый пункт Новосокольники утвержден городом. В октябре 1925 года был образован Окнийский сельсовет, а Новосокольнический в связи с перенесением центра в погост Плай переименован в Плайский, однако в 1926 году Новосокольнический сельсовет создается вновь, с одновременным сохранением Плайского.
В рамках ликвидации прежней системы административно-территориального деления РСФСР (волостей, уездов и губерний), Новосокольническая волость была упразднена в соответствии с Постановлением Президиума ВЦИК от 1 августа 1927 года, а её территория была включена в состав Новосокольнического района Великолукского округа Ленинградской области, за исключением двух населённых пунктов, включенных в состав Насвинского района того же округа и области.